# Bernd Pansold
Bernd Pansold (* 3. März 1942 in Zwickau) ist ein deutscher Sportmediziner. Er war von 1968 bis 1990 Sportarzt des SC Dynamo Berlin sowie ab 1971 inoffizieller Mitarbeiter (IM) des Ministeriums für Staatssicherheit (Stasi) unter dem Decknamen „Jürgen Wendt“. Nach der deutschen Wiedervereinigung arbeitete Pansold für ein österreichisches Leistungssportzentrum in Obertauern als medizinischer Betreuer von professionellen Wintersportlern. 1998 wurde Pansold vor dem Landgericht Berlin wegen des staatlich verordneten Dopings von Minderjährigen in neun Fällen zu einer Geldstrafe verurteilt, woraufhin der österreichische Skiverband (ÖSV) seine Entlassung erwirkte. Seit 2003 ist Pansold für das österreichische Unternehmen Red Bull als Leiter des firmeneigenen Diagnostik- und Trainingszentrums tätig, in dem von Red Bull gesponserte Profisportler betreut werden.

## Tätigkeit in der DDR
Pansold heuerte 1968 bei dem von der Stasi getragenen Sportverein SC Dynamo Berlin an und stieg bereits vier Jahre später zum stellvertretenden Bereichsleiter (Leistungsmedizin) auf. 1977 erlangte er an der Universität Greifswald mit der Arbeit Leistungsphysiologische Untersuchungen unter besonderer Berücksichtigung des Informationsgehaltes der Laktatkonzentration im Blut an Leistungssportlern der Sportart Schwimmen die Promotion A, 1985 folgte aufgrund einer Dissertation mit dem Titel Untersuchungsergebnisse zur komplexen Leistungsbewertung unter Berücksichtigung der Spezifität des Testverfahrens an ausgewählten Gruppen und Probanden von Leistungssportlern die Verleihung der Promotion B. 1982 war Pansold Leiter der Dynamo-Sportmedizin geworden. In seinen Funktionen verantwortete er verschiedene Dopingpraktiken. So war er bereits ab 1975 für die Ausgabe der Rezepte für Dopingmittel an die entsprechenden, ihm untergeordneten Ärzte zuständig. Der ehemalige, von den Praktiken betroffene DDR-Schwimmprofi und heutige Sportjournalist Raik Hannemann beschrieb später: „Er war der Chefmethodiker bei Dynamo, nicht nur für Schwimmen, sondern auch für andere Sportarten, und zwar in puncto Doping. Dynamo war ja der Polizei und dem Staatssicherheitsdienst unterstellt. Seine Anweisungen an die untergeordneten Ärzte mit einem niedrigeren Dienstgrad als er hatten militärischen Charakter. Er ist für mich der Hauptschuldige für das Doping im Berliner Sport, gerade bei Dynamo.“
Wie ehemals geheime Stasi-Dokumente und Zeugenaussagen von und über Pansold belegen, war er zudem seit den frühen 1970er-Jahren am Aufbau des staatlichen Dopingprogramms im DDR-Leistungssport durch DDR-Mediziner und Sportfunktionäre beteiligt. So ist die Anwendung anaboler Steroide unter Pansolds Beteiligung ebenso belegt wie seine aktive Teilnahme an der Forschungsgruppe „Zusätzliche Leistungsreserve“ am Forschungsinstitut für Körperkultur und Sport (FKS) im Jahr 1975, bei der unter anderem an einer Optimierung des Anabolikadopings gearbeitet wurde. Im selben Jahr berichtete Pansold selbst in einem seiner IM-Berichte über „flächendeckende Anwendung anaboler Steroide an Teilnehmer der Zentralen Kinder- und Jugendspartakiade“. Es existieren diverse weitere größtenteils eigenhändig verfasste Berichte über Trainings- und Wettkampfdoping bei Weltmeisterschaften und Olympischen Spielen, unter anderem mit dem von der VEB Jenapharm im Staatsauftrag produzierten, auch an junge Frauen verabreichten männlichen Sexualhormon Testosteron sowie Amphetaminen wie Pervitin. Pansold deutete an einigen Stellen der IM-Berichte an, dass sich die Beteiligten im Klaren darüber seien, dass es sich bei ihrer Tätigkeit um fahrlässige, „kriminelle Vergehen“ handele und warnte vor möglichen gesundheitlichen Spätfolgen, die „in Ansätzen bereits zu erkennen“ seien.
Im Rahmen der Aufarbeitung des staatlichen Dopings in der DDR und diversen Klagen betroffener Sportler, die damals überwiegend ohne ihr Wissen entsprechenden Behandlungen unterzogen wurden, gehörte Bernd Pansold zu sechs Angeklagten eines Prozesses vor der 34. Strafkammer des Landgerichts Berlin wegen „Beihilfe zur Körperverletzung an Minderjährigen“. Im Gegensatz zu anderen Angeklagten schwieg sich Pansold vor und während des Prozesses über die gegen ihn erhobenen Vorwürfe aus. Die Kammer sah es schließlich als erwiesen an, dass er „im Bereich Dynamo für die Steuerung der Vergabe von virilisierend wirkenden, stark gesundheitsschädigenden anabolen Steroiden an minderjährige Schwimmerinnen“ verantwortlich war und betonte, es seien keinerlei mildernde Umstände zu erkennen. Pansold wurde zu einer Geldstrafe von 14400 D-Mark verurteilt. Sein Revisionsantrag wurde vom Bundesgerichtshof im Februar 2000 abgelehnt.

## Tätigkeit in Österreich

### Leistungszentrum Obertauern
Nach der Wende übersiedelte Pansold wie auch einige andere seiner ehemaligen Kollegen nach Österreich, das bald als „Zufluchtsland für DDR-Dopingärzte“ galt. Dort eröffnete er eine Praxis in Wien und wurde zudem von einem privat betriebenen, jedoch von Bund und Land geförderten Leistungssportzentrum nach dem Vorbild deutscher Olympiastützpunkte in Obertauern angestellt. Dort betreute Pansold, der sich alsbald den Ruf eines herausragenden Leistungsdiagnostikers erwarb, diverse namhafte österreichische Spitzenwintersportler. Auch der österreichische Alpin-Ski-Star Hermann Maier besuchte dieses Leistungszentrum regelmäßig. Dopingvorwürfe, die gegen Maier im Jahr seines sportlichen Durchbruchs 1998 von Konkurrenten und Medien erhoben wurden, wurden auch mit Hinweis auf eine mögliche Zusammenarbeit Maiers mit Pansold laut. Maier bestritt jedoch, direkten Kontakt mit ihm gehabt zu haben. Die anschließende, breite Thematisierung von Pansolds Doping-Vergangenheit in österreichischen Medien, die durch den in Deutschland laufenden Strafprozess gegen ihn noch verstärkt wurde, setzte Sportler und Offizielle des österreichischen Wintersports, denen man nachsagte, zumindest inoffiziell eng mit Pansold zusammengearbeitet zu haben, stark unter Druck. Der ÖSV-Präsident Peter Schröcksnadel etwa bestritt öffentlich, dass seitens des Verbands jemals mit Pansold zusammengearbeitet worden sei. Der ÖSV machte 1998 eine bereits geplante Beteiligung an dem Leistungszentrum Obertauern von einer Demission Pansolds abhängig, die dann auch sogleich erfolgte. Medien warfen dem ÖSV jedoch vor, erst aktiv geworden zu sein, nachdem öffentlicher Druck aufgebaut worden sei.

### Red Bull-Leistungszentrum in Thalgau
Nachdem Pansold zunächst in seiner Praxis in Wien weitergearbeitet hatte und als hoch geachteter Fachmann zu Tagungen und Vorträgen eingeladen wurde, in denen er unter anderem behauptete, das Potenzial von Leistungssportlern sei „heute bestenfalls zu 50 Prozent ausgereizt“, wurde er 2003 vom österreichischen Brausefabrikanten Red Bull engagiert, dessen Gründer und Besitzer Dietrich Mateschitz begonnen hatte, im großen Stil Spitzensportler und Vereine zu sponsern. Pansold wurde zum Leiter eines firmeneigenen „Diagnostik- und Trainingszentrum“, das allen Red-Bull-Athleten offensteht. Kritisch auf dessen Einstellung angesprochen, lobte ihn das Unternehmen als einen „der weltweit führenden Leistungsdiagnostiker und Sportmediziner“, der „in Medizinerkreisen und bei unseren Athleten in seiner Integrität und Korrektheit unbestritten“ sei. Dieser selbst fand, Doping sei „alter Käse aus der Zeit des Kalten Krieges“, und auch Mateschitz beurteilte die DDR-Vergangenheit Pansolds als „Schnee von gestern“.
Seit dem Bekanntwerden der Zusammenarbeit mit Pansold wird jedoch immer wieder Kritik an Red Bull geübt. Der Tagesspiegel etwa warf dem Unternehmen 2011 vor, in Bezug auf Pansolds Vergangenheit sowie sein aktuelles Wirken das Gefühl zu erwecken, man wolle keine Blicke „hinter die Fassade“ zulassen. Die Süddeutsche Zeitung urteilte nach einem journalistischen Treffen mit Pansold in Thalgau, der auf Fragen zu seiner Vergangenheit ablehnend reagiert hatte, dass es „frühere DDR-Sportler [gibt], die heute krank sind oder behinderte Kinder haben und [...] das auf die Pillen von damals zurückführen. Denen kann man kaum verdenken, dass sie es zynisch finden, wenn ein Pansold so zufrieden weiterdoktert.“
Als auffällig wird bezeichnet, dass zahlreiche bekannte Sportler, die sich in dem Diagnostik- und Trainingszentrum untersuchen, beraten und behandeln lassen – darunter Maria Riesch und Sebastian Vettel –, eine Zusammenarbeit mit Pansold als Leiter der Einrichtung explizit abstreiten. In amerikanischen Medien wird vor allem über dessen mögliche Kooperation mit der von Red Bull gesponserten Alpin-Ski-Fahrerin Lindsey Vonn spekuliert.